# Oscularia deltoides
Oscularia deltoides är en isörtsväxtart som först beskrevs av Carl von Linné, och fick sitt nu gällande namn av Schwant. Oscularia deltoides ingår i släktet Oscularia och familjen isörtsväxter. Inga underarter finns listade i Catalogue of Life.

## Bildgalleri

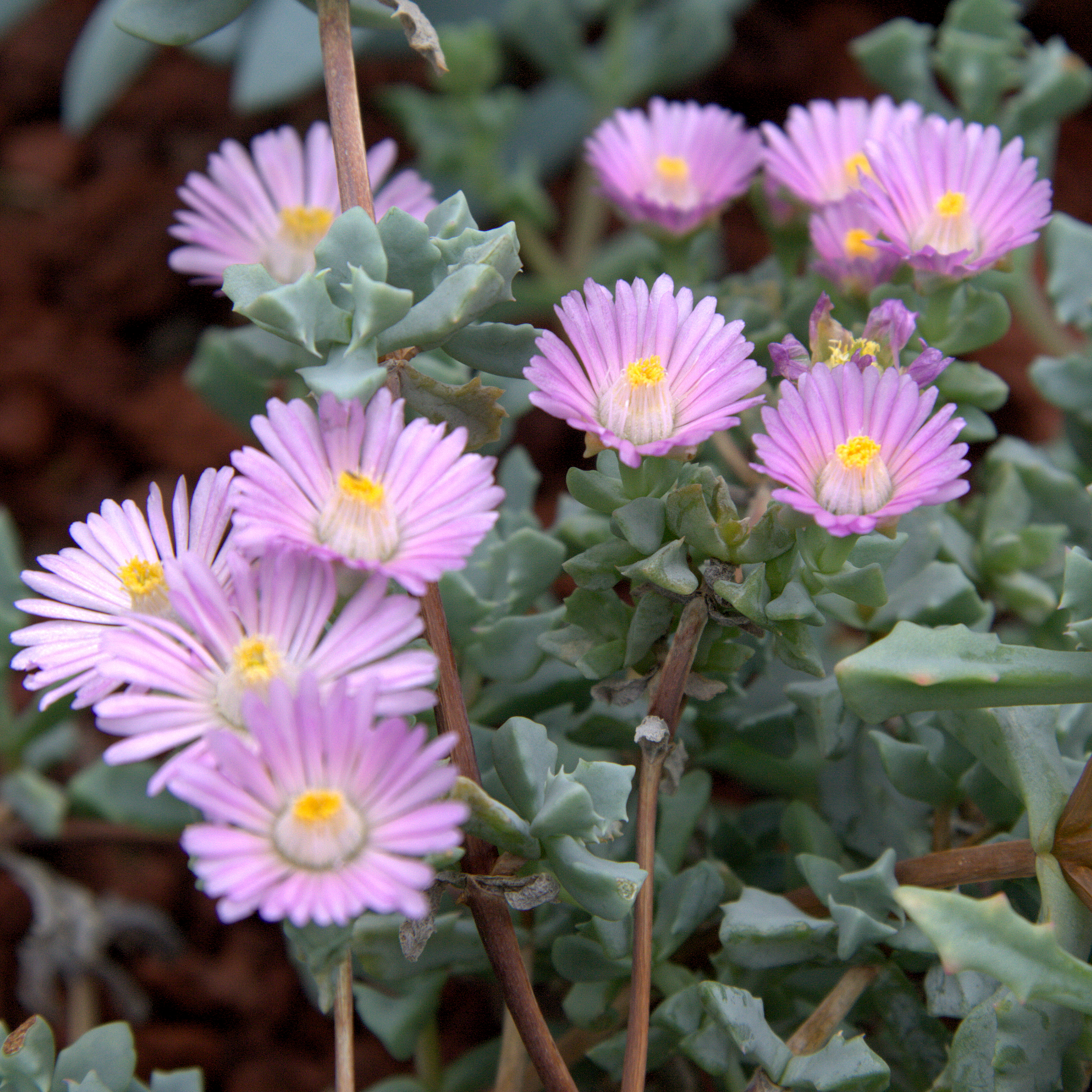
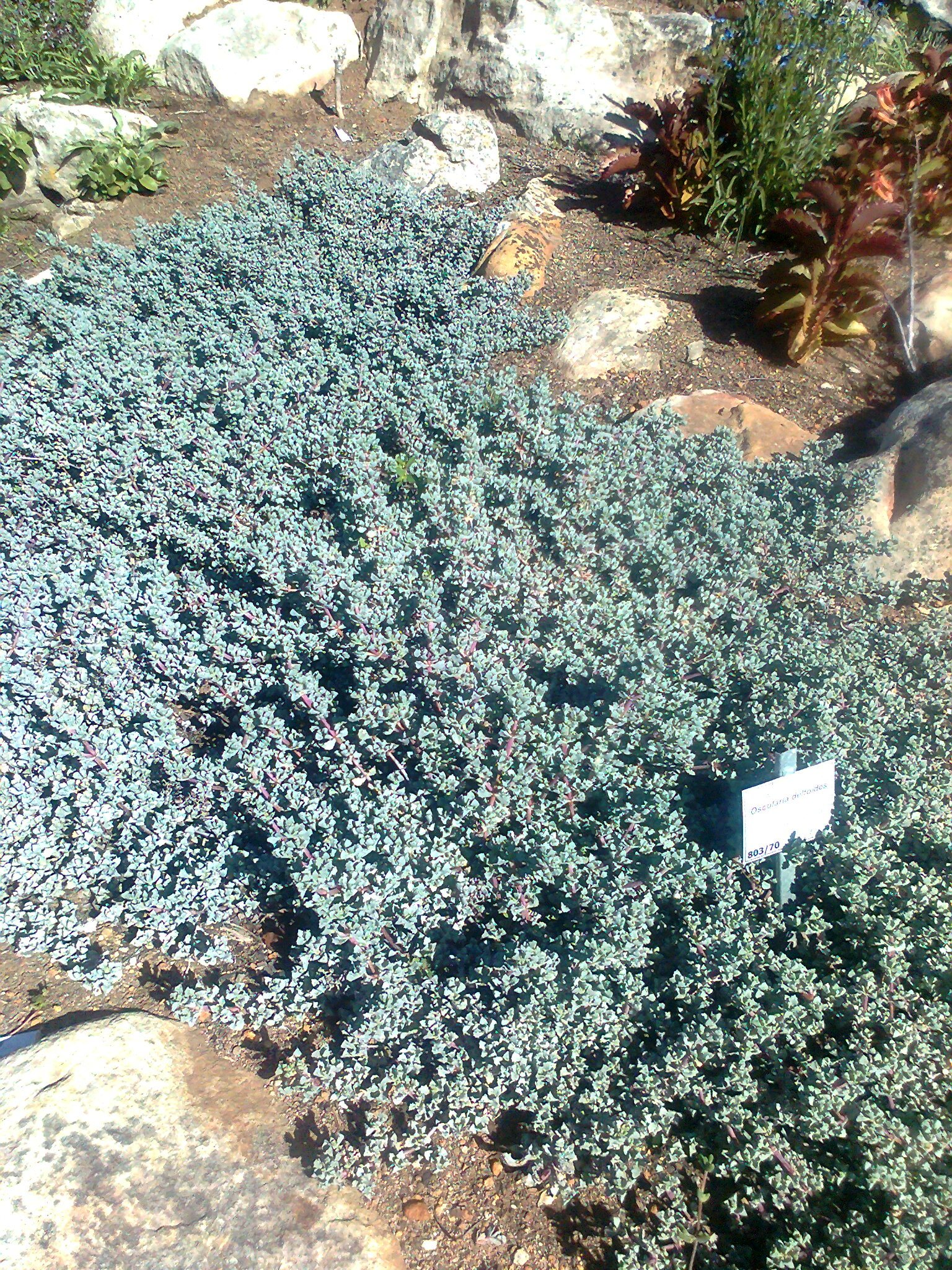
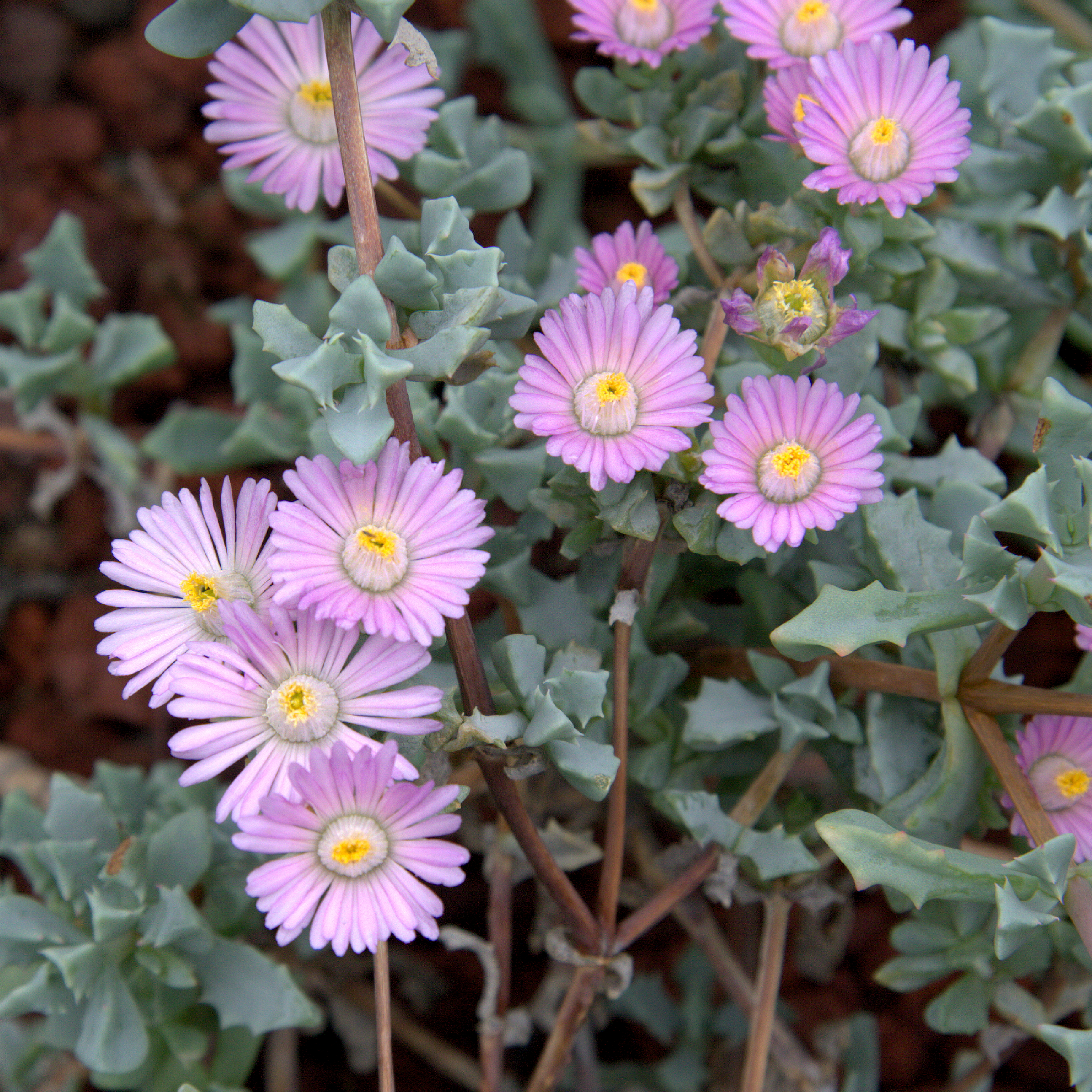
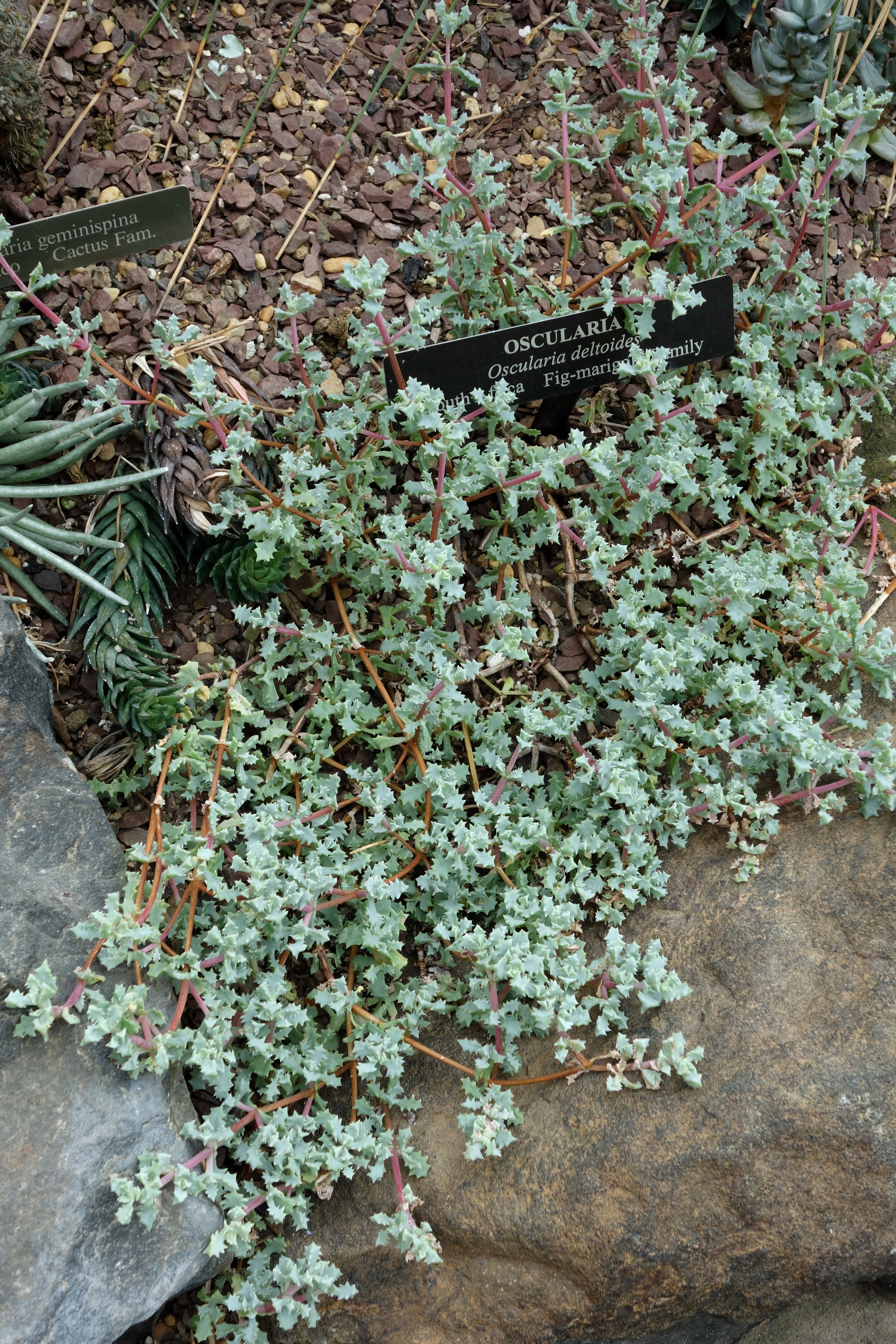
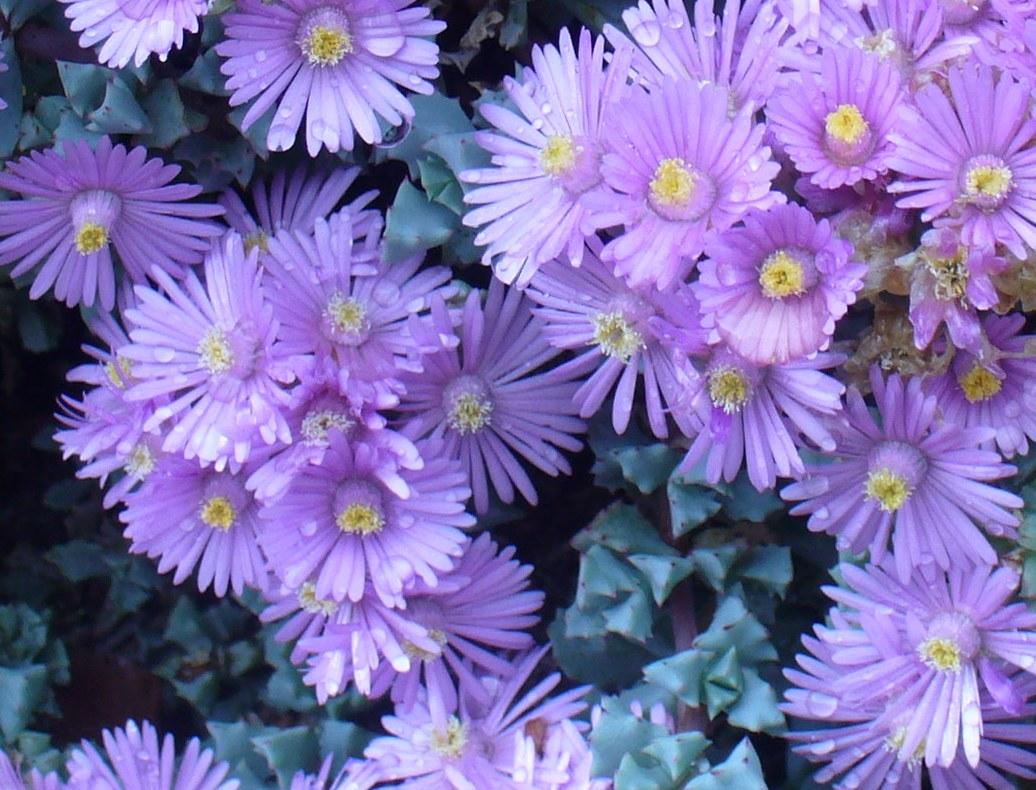
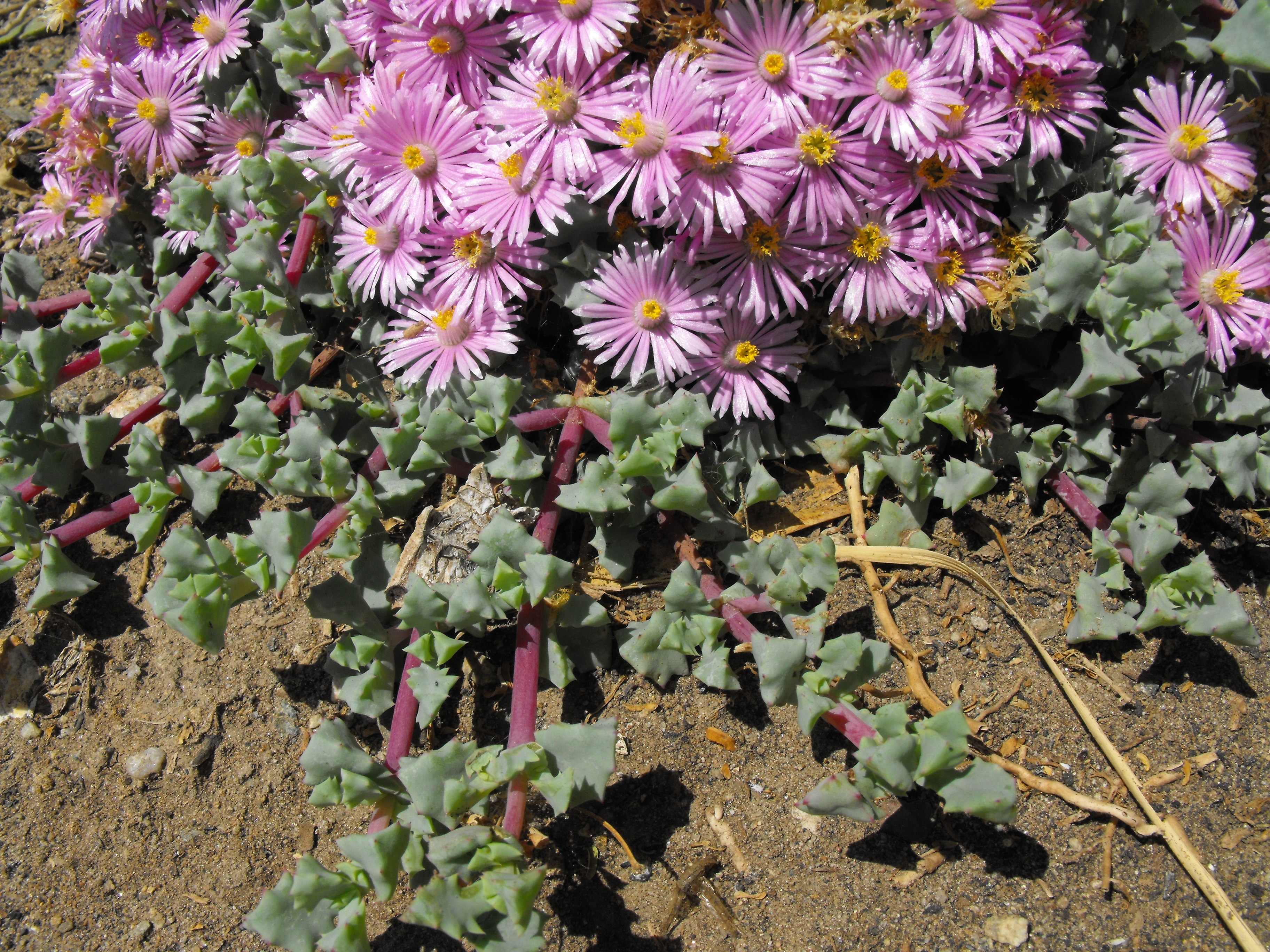